# Załazek Piątkowski
Załazek Piątkowski est une localité polonaise de la gmina de Dubiecko, située dans le powiat de Przemyśl en voïvodie des Basses-Carpates.